# Onthophagus zimmermanni
Onthophagus zimmermanni es una especie de insecto del género Onthophagus, familia Scarabaeidae, orden Coleoptera.
Fue descrita científicamente por Balthasar en 1959.